# 比比什
比比什（法語：Bibiche，法語發音：[bibiʃ] ⓘ；洛林法兰克语：Bibésch）是法国摩泽尔省的一个市镇，位于该省北部偏西，属于福尔巴克-布莱摩泽尔区。

## 地理
比比什（49°19'43"N, 6°28'38"E）面积12.52 平方千米，位于法国大東部大區摩泽尔省，该省份为法国东北部内陆省份，是洛林的一部分，西南接默尔特-摩泽尔省，东临下莱茵省，北与卢森堡和德国接壤。
与比比什接壤的市镇（或旧市镇、城区）包括：瓦尔德韦斯特罗夫、谢姆里莱德、科尔门、菲尔斯特罗夫、弗拉斯特罗夫、门斯基什、圣弗朗索瓦-拉克鲁瓦。
比比什的时区为UTC+01:00、UTC+02:00（夏令时）。

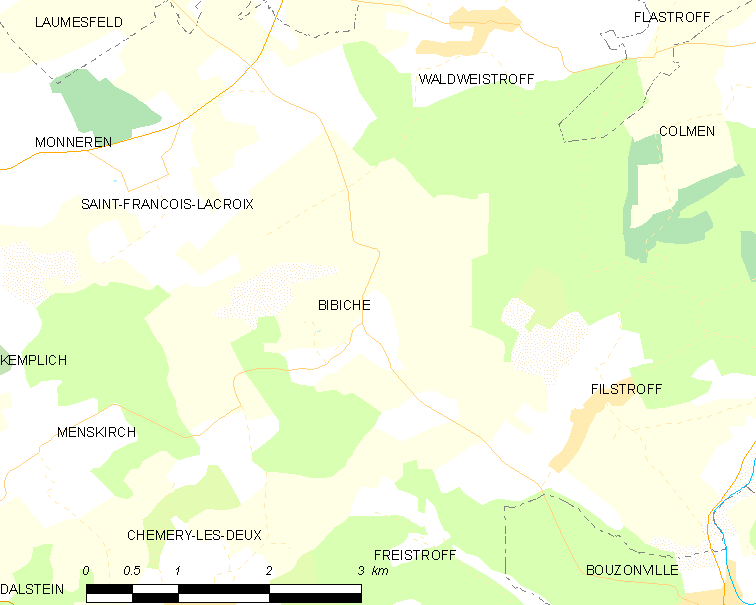
比比什的OSM定位图

## 行政
比比什的邮政编码为57320，INSEE市镇编码为57079。

## 政治
比比什所属的省级选区为布宗维尔县。

## 人口

1962-2008年间比比什人口变化图示

比比什于2022年1月1日时的人口数量为433人。